# Sœurs compassionistes servites de Marie
Les Sœurs compassionistes servites de Marie  (en latin : Congregationis Servarum Mariae Compassionistarum) sont une congrégation religieuse féminine enseignante et caritative de droit pontifical.

## Historique
La congrégation est fondée à Castellammare di Stabia par Constance Starace (1845-1921) avec l'accord de Mgr Francesco Petagna, évêque de Castellammare di Stabia. Le 16 juillet 1869, Constance Starace (1845-1921) en religion Marie Madeleine, prend l'habit du Tiers-Ordre des Servites de Marie avec quatre compagnes donnant vie aux Compassionistes dans le but d'aider les orphelins ; la congrégation est érigée en institut religieux de droit diocésain le 27 mai 1871.
La nouvelle famille religieuse se développe grâce au soutien de Mgr Vincenzo Maria Sarnelli (it), successeur de Petagna. Elle est agrégée à l'Ordre des Servites de Marie le 1er novembre 1893. L'institut reçoit le décret de louange le 7 septembre 1900 ; ses constitutions religieuses sont approuvées par le Saint-Siège le 10 juillet 1928 et définitivement le 20 avril 1936.

## Activités et diffusion
Les sœurs gèrent des écoles primaires et secondaires, des foyers pour étudiants et travailleurs, des résidences et centres de jour pour personnes âgées et des foyers familiaux. 
Elles sont présentes en :
- Europe : Italie.
- Amérique : Canada, Chili, Mexique.
- Asie : Inde, Indonésie, Philippines.

La maison généralice se trouve à Rome. 
En 2017, la congrégation comptait 374 religieuses répartis en 41 maisons.

## Source
- (it) Cet article est partiellement ou en totalité issu de l’article de Wikipédia en italien intitulé « Suore compassioniste serve di Maria » (voir la liste des auteurs).